# District de Hexi
Pour les articles homonymes, voir Hexi.
Le district de Hexi (河西区 ; pinyin : Héxī Qū) est une subdivision du centre de la municipalité de Tianjin en Chine.